# Гайон-Кампань (кантон)

Кантон Гайон-Кампань в составе округа

Гайон-Кампань (фр. Gaillon-Campagne) — упраздненный кантон во Франции, регион Верхняя Нормандия, департамент Эр. Входил в состав округа Лез-Андели.
В состав кантона входили коммуны (население по данным Национального института статистики за 2011 г.):
- Айи (1 116 чел.)
- Берньер-сюр-Сен (328 чел.)
- Венабль (799 чел.)
- Виллер-сюр-ле-Руль (751 чел.)
- Вьё-Вилле (201 чел.)
- Ёдревиль-сюр-Эр (1 027 чел.)
- Кайи-сюр-Эр (223 чел.)
- Ле-Круа-Сен-Лефруа (1 087 чел.)
- Отёй-Отёйе (894 чел.)
- Сен-Жюльен-де-ла-Льег (439 чел.)
- Сен-Пьер-де-Байёль (1 088 чел.)
- Сен-Пьер-ла-Гаренн (935 чел.)
- Сент-Барб-сюр-Гайон (250 чел.)
- Сент-Обен-сюр-Гайон (1 742 чел.)
- Сент-Этьенн-су-Байёль (407 чел.)
- Тони (684 чел.)
- Фонтен-Беланжер (1 055 чел.)
- Фонтен-Ёдбур (706 чел.)
- Шампенар (221 чел.)
- Экарданвиль-сюр-Эр (533 чел.)

В соответствии с территориальной реформой с 2015 года кантон был объединен с кантоном Гайон.

## Экономика
Структура занятости населения:
- сельское хозяйство — 4,7 %
- промышленность — 17,8 %
- строительство — 11,2 %
- торговля, транспорт и сфера услуг — 46,5 %
- государственные и муниципальные службы — 19,8 %

Уровень безработицы (2011 год) - 8,5 % (Франция в целом — 12,8 %, департамент Эр — 12,5 %). 

Среднегодовой доход на 1 человека, евро (2011 год) - 32 611 (Франция в целом — 25 140, департамент Эр — 24 232).

## Политика
На президентских выборах 2012 г. жители кантона отдали в 1-м туре Николя Саркози 30,8 % голосов против 25,9 % у Марин Ле Пен и 20,1 % у Франсуа Олланда, во 2-м туре в кантоне победил Саркози, получивший 60,0 % голосов (2007 г. 1 тур: Саркози  — 35,0 %, Сеголен Руаяль — 17,6 %; 2 тур: Саркози — 64,5 %). На выборах в Национальное собрание в 2012 г. по 4-му избирательному округу департамента Эр они поддержали кандидата правых Франсуа-Ксавье Приолло, получившего 31,2 % голосов в 1-м туре и 54,3 % голосов - во 2-м туре.
|  | Кандидат        | Партия                    | % голосов |
|  | --------------- | ------------------------- | --------- |
|  | Жан-Реми Эрмон  | Прочие левые              | 52,27     |
|  | Лоран Курвуазье | Союз за народное движение | 47,73     |